# Selektywna dekontaminacja przewodu pokarmowego
Selektywna dekontaminacja przewodu pokarmowego - (ang.SDD, selective deconatmination of the digestive tract) – profilaktyczna procedura medyczna, stosowana głównie w anestezjologii, mająca na celu zapobieganie zakażeniom układu oddechowego w warunkach oddziału intensywnej opieki medycznej.
Polega na podaniu do jamy ustnej i żołądka roztworu antybiotyków niewchłaniających się z przewodu pokarmowego (tobramycyna, kolistyna, amfoterycyna B) oraz systemowym, najczęściej dożylnym, podaniem cefalosporyny III generacji przez 4 pierwsze dni pobytu w Oddziale Intensywnej Opieki Medycznej.
Przeprowadzone badania wykazały, że stosowanie tej procedury wiąże się z 13% zmniejszeniem ryzyka zgonu, jednakże nie przewyższa statystycznego ryzyka wynikającego ze stosowania innych procedur dekontaminacyjnych, jak selektywna dekontaminacja ustno-gardłowa (ang.SOD, selective oropharyngeal deconatmination) z zastosowaniem antybiotyków lub chlorheksydyny miejscowo w obrębie jamy ustnej. Wiąże się natomiast ze zwiększonym ryzykiem wywołania oporności bakterii, oraz znacznie podwyższa koszt terapii.

## Piśmiennictwo
- Medycyna Praktyczna 5 (231) maj 2010. Anestezjologia i intensywna terapia - postępy 2009.

Przeczytaj ostrzeżenie dotyczące informacji medycznych i pokrewnych zamieszczonych w Wikipedii.